# Mare aux Vacoas
Das Mare aux Vacoas ist das größte Trinkwasserreservoir auf Mauritius und liegt etwa fünf Kilometer südlich der Stadt Curepipe im Distrikt Plaines Wilhems.

## Beschreibung
Die annähernd rechteckige, knapp drei Quadratkilometer große Talsperre, die auch der Energiegewinnung dient, hat etwa zwei Kilometer lange Längsseiten in Nordwest-Südost-Richtung und in ihrer Südostecke einen gut hundert Meter langen Damm, der 1885 errichtet wurde. Der Abfluss zum Indischen Ozean ist der Richtung Südosten entwässernde Rivière du Poste. Der gesamte See ist von Wald umgeben, der unter anderem aus Pinien besteht. Das Areal ist umzäunt und somit der Öffentlichkeit nicht zugänglich.